# Donnegy Fer
Donnegy Fer (urodzony 9 stycznia 1998 roku) – surinamski piłkarz, reprezentant tego kraju oraz klubu Inter Moengotapoe.

## Kariera klubowa
Donnegy Fer rozpoczynał swoją karierę w SV Transvaal, by w sezonie 2016/2017 przenieść się do Inter Moengotapoe, z którym w sezonie 2016/2017 zdobył mistrzostwo SVB Topklasse. W 2018 roku dołączył do jamajskiego Portmore United FC. Z tą drużyną wygrał mistrzostwo Jamajki oraz CFU Club Championship. W 2019 roku powrócił do Inter Moengotapoe, w którym występuje do dziś.

## Kariera reprezentacyjna
Donnegy Fer zadebiutował w reprezentacji Surinamu 6 września 2018 roku w wyjazdowym meczu z Dominiką (0:0). Na dzień 6.11.2020 jego bilans to 8 spotkań i 3 gole.

## Bramki w reprezentacji
| Nr | Data                 | Obiekt                                           | Przeciwnik                 | Bramka na | Rezultat | Zawody                          |  |
| -- | -------------------- | ------------------------------------------------ | -------------------------- | --------- | -------- | ------------------------------- |  |
| 1. | 13 października 2018 | André Kamperveen Stadion, Paramaribo, Surinam    | Brytyjskie Wyspy Dziewicze | 3–0       | 5:0      | Liga Narodów CONCACAF 2019/2020 |  |
| 2. | 17 listopada 2018    | Montego Bay Sports Complex, Montego Bay, Jamajka | Jamajka                    | 1–2       | 1:2      | Liga Narodów CONCACAF 2019/2020 |  |
| 3. | 8 września 2019      | André Kamperveen Stadion, Paramaribo, Surinam    | Nikaragua                  | 3–0       | 6:0      | Liga Narodów CONCACAF 2019/2020 |  |